# Imeon Range
Imeon Range (in lingua bulgara: Хребет Имеон, Hrebet Imeon) è una catena montuosa antartica che occupa quasi interamente l'Isola Smith, che fa parte delle Isole Shetland Meridionali, in Antartide.
Si estende per 30 km in direzione sudovest-nordest tra Capo James e Capo Smith, con una larghezza di 6,8 km.
La sua cima più elevata, il Monte Foster che è anche la più alta vetta delle Isole Shetland Meridionali, è una montagna dalla doppia vetta; la più alta è quella meridionale (2105 m) la cui prima ascensione fu effettuata il 29 gennaio 1996 da un gruppo di alpinisti neozelandesi condotto da Greg Landreth..
Altre vette importanti sono Evlogi Peak (2.090 m), Antim Peak (2.080 m), Monte Pisgah (1.860 m), Slaveykov Peak (1.760 m), Neofit Peak (1.750 m), Drinov Peak (1.630 m), Riggs Peak (1.690 m) e Monte Christi (1.280 m). 

## Denominazione
L'attuale denominazione è stata assegnata in riferimento al Monte Imeon, antico nome della zona montuosa dell'Asia centrale compresa tra Pamir, Hindu Kush e Tien Shan, le cui valli e altopiani sviluppati lungo il corso superiore del fiume Amu Darya erano descritte come terra di origine degli antichi Bulgari, nel testo armeno del VII secolo 'Geografia' (Ashharatsuyts) di Anania Shirakatsi.

## Ascensioni
La prima ascensione del Monte Foster fu effettuata il 29 gennaio 1996 da un gruppo di alpinisti neozelandesi condotto da Greg Landreth..
L'Antim Peak fu salito per la prima volta il 12 gennaio 2010 dagli alpinisti francesi Mathieu Cortial, Lionel Daudet e Patrick Wagnon. La loro via, chiamata Le vol du sérac (il volo del seracco), ha seguito lo sperone occidentale del monte.

## Mappe
- Chart of South Shetland including Coronation Island, &c. from the exploration of the sloop Dove in the years 1821 and 1822 by George Powell Commander of the same. Scale ca. 1:200000. London: Laurie, 1822.
- L.L. Ivanov. Antarctica: Livingston Island and Greenwich, Robert, Snow and Smith Islands. Scale 1:120000 topographic map. Troyan: Manfred Wörner Foundation, 2010. ISBN 978-954-92032-9-5 (First edition 2009. ISBN 978-954-92032-6-4)
- South Shetland Islands: Smith and Low Islands. Scale 1:150000 topographic map No. 13677. British Antarctic Survey, 2009.
- Antarctic Digital Database (ADD). Scale 1:250000 topographic map of Antarctica. Scientific Committee on Antarctic Research (SCAR). Since 1993, regularly upgraded and updated.
- L.L. Ivanov. Antarctica: Livingston Island and Smith Island. Scale 1:100000 topographic map. Manfred Wörner Foundation, 2017. ISBN 978-619-90008-3-0